# Aydın Doğan

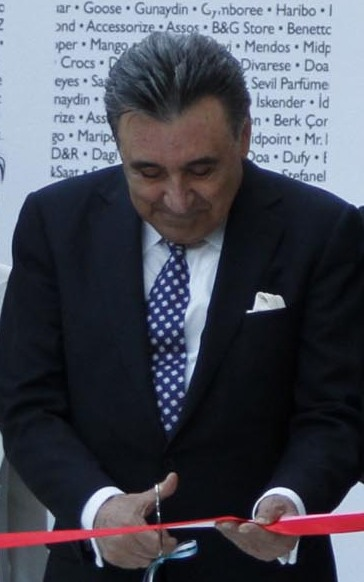
Aydin Dogan (2012)

Aydın Doğan (* 15. April 1936 in Kelkit, Gümüşhane) ist ein türkischer Unternehmer und war bis Ende 2009 Vorstandsvorsitzender der Doğan Yayın Holding.

## Biografie
Doğan studierte an der Istanbuler Wirtschafts- und Handelsakademie (später an der Marmara-Universität) und gründete bereits 1958 sein erstes Transport-Unternehmen. Bis in die 1970er Jahre hinein war er im Passagier- und Gütertransport, Pharma- und Baustoffgewerbe tätig. 1974 gründete er seinen ersten Industriebetrieb und stieg 1979 mit dem Erwerb der Tageszeitung Milliyet ins Mediengeschäft ein. 1998 wurde er zum ersten türkischen Vorstandsmitglied der World Association of Newspapers gewählt. Seit 1996 betätigt sich Doğan über seine Aydın Doğan Foundation auch als Wohltäter mit dem Bau von Schulen und Sportplätzen, die alle seinen Namen tragen.
Die von ihm gegründete Firma Aydın Doğan Holding hat neben Tätigkeiten in der Finanz-, Versicherungs-, Energie- (Petrol Ofisi), Tourismus- und Industriebranche vor allem durch ihr Medienengagement in der Türkei für Aufsehen gesorgt. Mit seinem Medienunternehmen, welches sowohl die großen türkischen Tageszeitungen Posta und Hürriyet als auch die Fernsehsender Kanal D und CNN Türk unter einem Dach vereint und damit eine überragende Stellung einnimmt, hat er sich Kritiker geschaffen, die ihm Ausnutzen der Marktmacht vorwarfen und ihn einen „türkischen Berlusconi“ nannten.
Doğan war außerdem Gründer des Labels DMC-Müzik Doğan und des Buchverlags Doğan Kitap.
Zum Ende des Jahres 2009 gab er seinen Rücktritt vom Vorsitz seiner Holding bekannt; Nachfolgerin wurde seine Tochter Arzuhan Doğan Yalçındağ. Dogans Rückzug wurde als Versuch gewertet, den Steuerstreit mit der türkischen Regierung zu beruhigen.
Im März 2017 erhielt der mittlerweile 80-jährige Doğan mehreren Medienberichten zufolge eine Vorladung zu einer Gerichtsverhandlung, in der es um Treibstoffschmuggel ging. Als Hintergrund für diesen Vorwurf wurde ein Artikel in der Zeitung "Hürriyet" zur Aufhebung des Kopftuchverbots beim Militär gewertet.

## Steuerstreit
Doğan soll im Jahr 2009 ein Bußgeld in Höhe von nahezu einer halben Milliarde Euro nachzahlen für einen Verkauf von Anteilen seiner Fernsehsparte an dem deutschen Axel-Springer-Verlag im Jahr 2006. Doğan vermutete, dass diese Sanktion politisch motiviert sei, da seine Zeitungen kritische Berichte über Ministerpräsident Tayyip Erdoğan und den Deniz-Feneri-Skandal veröffentlichen.
In einem Gerichtsverfahren wegen Steuerhinterziehung wurde Doğan freigesprochen. In einem Telefongespräch, das im Februar 2014 veröffentlicht wurde, wies Erdoğan seinen Justizminister an, für ein hartes Gerichtsurteil gegen Doğan zu sorgen.

## Auszeichnungen
Dogan wurde 2008 die "Goldene Victoria" der Deutschlandstiftung Integration und 2009 das Bundesverdienstkreuz erster Klasse verliehen.